# زبان جانوری
زبان جانوری (به انگلیسی: Animal language) شکل‌هایی از ارتباط جانوران غیرانسانی است که شباهت‌هایی با زبان انسان نشان می‌دهد. جانوران با استفاده از علائم مختلف مانند صداها یا حرکات ارتباط برقرار می‌کنند. اگر موجودی دارای نشانه‌ها زیاد باشد، نشانه‌ها نسبتاً دلخواه باشند، و به نظر می‌رسد جانوران آن‌ها را با درجه‌ای از اراده (برخلاف رفتارهای شرطی نسبتاً خودکار یا غرائز غیرشرطی، معمولاً شامل حالات چهره) تولید می‌کنند، ممکن است چنین نشانه‌هایی به اندازه‌ای پیچیده در نظر گرفته شود که بتوان آن را شکلی از زبان نامید. در آزمایش‌های تجربی، ارتباط جانوری ممکن است از طریق استفاده از واژگان (همان‌طور که توسط شامپانزه‌ها و بونوبوها به کار می‌رود) اثبات شود.